# Мартін Сатріано
Мартін Адріан Сатріано Коста (ісп. Martín Adrián Satriano Costa, нар. 20 лютого 2001, Монтевідео, Уругвай) — уругвайський футболіст, нападник італійського «Інтернаціонале» та національної збірної Уругваю.
На правах оренди грає за «Ланс».

## Ігрова кар'єра

### Клубна
Мартін Сатріано є вихованцем футбольної академії уругвайського клубу «Насьйональ» зі столиці цієї країни - Монтевідео. У січні 2020 року Сатріано підписав контракт до літа 2024 року з італійським клубом «Інтер». Перший сезон в Мілані уругваєць провів у молодіжній команді. Свій професійний дебют він відзначив у серпні 2021 року, коли вийшов на заміну у матчі проти «Дженоа».
Не маючи постійного місця в основі «Інтера», у січні 2022 року Сатріано на правах оренди перейшов до французького «Бреста» до кінця сезону. У Франції нападник забив свої перші голи на професійному рівні. Влітку Мартін повернувся до Італії але знову був відправлений в оренду. Цього разу його клубом став клуб італіійської Серії А «Емполі», де він протягом сезону 2022/23 був гравцем основного складу.
У липні 2023 року удруге був відданий в оренду до «Бреста».

### Збірна
27 вересня 2022 року у товариському матчі проти команди Канади Мартін Сатріано дебютував у складі національної збірної Уругваю.

## Статистика виступів

### Статистика клубних виступів
Станом на 1 липня 2023
| Сезон             | Команда           | Чемпіонат         | Чемпіонат | Чемпіонат | Національний кубок | Національний кубок | Національний кубок | Континентальні кубки | Континентальні кубки | Континентальні кубки | Інші змагання | Інші змагання | Інші змагання | Усього | Усього | Усього |
| Сезон             | Команда           | Ліга              | Ігор      | Голів     | Ліга               | Ігор               | Голів              | Ліга                 | Ігор                 | Голів                | Ліга          | Ігор          | Голів         | Ігор   | Голів  |        |
| ----------------- | ----------------- | ----------------- | --------- | --------- | ------------------ | ------------------ | ------------------ | -------------------- | -------------------- | -------------------- | ------------- | ------------- | ------------- | ------ | ------ | ------ |
| 2021-січ. 2022    | «Інтернаціонале»  | A                 | 4         | 0         | КІ                 | 0                  | 0                  | ЛЧ                   | 0                    | 0                    |               |               |               | 4      | 0      |        |
| січ.-черв. 2022   | «Брест»           | Л1                | 15        | 4         | КФ                 | 1                  | 0                  |                      | -                    | -                    |               | -             | -             | 16     | 4      |        |
| 2022–23           | «Емполі»          | A                 | 30        | 2         | КІ                 | 1                  | 0                  |                      | -                    | -                    | -             | -             | -             | 31     | 2      |        |
| 2023–24           | «Брест»           | Л1                | 4         | 0         | КФ                 | 0                  | 0                  |                      | -                    | -                    |               | -             | -             | 4      | 0      |        |
| Усього за «Брест» | Усього за «Брест» | Усього за «Брест» | 19        | 4         |                    | 1                  | 0                  |                      | -                    | -                    |               | -             | -             | 20     | 4      |        |
| Усього за кар'єру | Усього за кар'єру | Усього за кар'єру | 53        | 6         |                    | 2                  | 0                  |                      | 0                    | 0                    |               | -             | -             | 55     | 6      |        |

### Статистика виступів за збірну
Станом на 1 липня 2023
| Дата      | Місто      | Господарі | Результат | Гості   | Турнір           | Голи | Примітки |
| --------- | ---------- | --------- | --------- | ------- | ---------------- | ---- | -------- |
| 27-9-2022 | Братислава | Канада    | 0 – 2     | Уругвай | товариський матч | -    | 71'      |
| Усього    |            | Матчів    | 1         |         | Голів            | 0    |          |

## Титули
Інтер
 Переможець Суперкубка Італії: 2021

## Особисте життя
Мартін є сином колишнього уругвайського футболіста Херардо Сатріано. Він має італійське коріння але відхилив пропозицію італійської федерації щодо виступів за національну збірну Італії.